# Talal Haji
Talal Haji est un footballeur saoudien né le 16 septembre 2007 à Djeddah. Il évolue au poste d'attaquant à Al-Riyadh FC en prêt d'Al-Ittihad Club.

## Carrière

### En club
Formé à Al-Ittihad Club, il fait ses débuts avec l'équipe première le 21 septembre 2023 contre Al-Fateh en championnat. Il entre en cours du jeu à la place de Romarinho et devient le plus jeune joueur de l'histoire du championnat saoudien .
Il marque son premier but le 8 mars 2024 lors de la victoire 2-1 à domicile contre Al-Okhdood.

### En sélection
Avec les moins de 17 ans, il participe à la coupe d'Asie des moins de 17 ans en Thaïlande. Il joue 4 matchs et marque 2 buts contre le Tadjikistan.
En janvier 2024, il est convoqué la la sélection première pour la coupe d'Asie des nations et il fête son premier match international le 25 janvier contre la Thaïlande.

## Palmarès
- Championnat d'Asie de football des moins de 19 ans
  - Finaliste en 2025